# Hakainde Hichilema
Hakainde Hichilema, född den 4 juni 1962 i Hachipona i Monze-distriktet, är en zambisk politiker. Han är sedan 2021 Zambias president.

## Biografi
Hichilema föddes under enkla förhållanden, men fick ett stipendium för att studera vid University of Zambia, där han blev BA i företagsekonomi 1986. Efter detta fortsatte han att studera vid University of Birmingham i Storbritannien där han utexaminerades som MBA i finansiell ekonomi och företagsstrategi. Efter utbildningen arbetade han som VD för först Coopers and Lybrand Zambia från 1994 till 1998, och sedan för Grant Thornton Zambia från 1998 till 2006.
Vid Anderson Mazaokas död 2006 valdes Hichilema till ny partiledare för UPND. Därefter ställde han upp som partiets presidentkandidat i de allmänna valen (vid vilka väljs både president och parlament) 2006 (Hichilema fick cirka 25% av rösterna), 2011 (18%), 2016 (47,6%) och 2021 (59%), samt vid de extra presidentvalen 2008 (20%) och 2015 (47%).
Hichilema fängslades den 17 april 2017 på order av den sittande presidenten Edgar Lungus regering och anklagades för förräderi. Anledningen sades vara att Hichilemas bilkortege inte lämnat företräde för Lungas bilkortege. Anhållandet fördömdes av USA,, EU och Europaparlamentet liksom av Africa Liberal Network. Zambias katolska biskopar fördömde likaledes arresteringen och uttalade att Zambia blivit en diktatur under Edgar Lungu.. Protester som bröt ut i Zambia, och även i Sydafrika och Storbritannien, ledde till att undantagstillstånd deklarerades i Zambia. Hichilema släpptes från fängelset den 16 augusti 2017. I en intervju med BBC berättade Hichilema att han under fängelsetiden isolerats i åtta dagar utan mat eller vatten och i mörker utan besök samt att han torterats med pepparspray på könsorganen.
Efter att ha vunnit presidentvalet 2021 tillträdde Hichilema som Zambias president 24 augusti 2021.